# 中村剛 (ボクサー)
中村 剛（なかむら たけし、1943年3月18日 - ）は、日本の元プロボクサー、実業家。栃木県真岡市出身。元OBF東洋フライ級チャンピオン。

## 来歴
1959年にデビュー。
1963年6月7日、ノンタイトルでOBF東洋フライ級王者チャチャイ・ラエムファバー（チャチャイ・チオノイ）を破る金星を挙げる。同年7月7日、チャチャイのOBF東洋王座に挑み、体格に勝るチャチャイにインファイトを仕掛けて巧みに左右フックをヒット、僅差の判定勝ちでタイトルを獲得した。弱冠20歳であった。
その後は粘り強いファイトを身上に、約6年の在位期間で10度の防衛に成功した。その中には後に世界チャンピオンとなるエルビト・サラバリア、バーナベ・ビラカンポら強豪も含まれる。大場政夫にはノンタイトルで敗北。
1969年10月18日、11度目の防衛戦となるサラバリアとの再戦に12回TKOで敗れ王座を失った。同年12月9日、内田達郎に判定で敗れたのを最後に26歳で引退。10度の防衛を達成しながら、遂に世界挑戦のチャンスには恵まれなかった。引退後は実業家に転身した。

## 獲得タイトル
- 第8代OBF東洋フライ級王座（防衛10度）